# Daniele Cherniak
Daniele Cherniak est une géochimiste connue pour ses travaux sur l'utilisation de faisceaux de particules pour l’analyse géochimique à petite échelle. Elle est élue membre de l’Union américaine de géophysique en 2021.

## Formation et carrière
Daniele grandi à Cohoes, dans l’état du New York puis va à la Keveny Memorial Academy. En 1983, elle obtient son diplôme de premier cycle auprès de l’Union College et obtient ensuite son doctorat de physique à l’Université d’État de New York à Ablany en 1990. Depuis 2021, elle est professeure de recherche au à l’Institut polytechnique Rensselaer et travaille au Ion Beam Lab de l’Université d'Albany.

## Recherches
Daniele Cherniak est connue pour ses recherches sur les minéraux formant les roches, en particulier sur la diffusion atomique dans ces minéraux. Elle établit l’utilisation de l’implantation ionique pour placer du plomb dans les minéraux, suivie de l'utilisation de la spectrométrie de rétrodiffusion de Rutherford pour obtenir des profils de diffusion, qu'elle applique d’abord aux mesures dans l’apatite et le zircon, avant de l’appliquer à d'autres minéraux,. Elle examine également la diffusion des de terres rares , des cations tétravalents  et de l'oxygène dans le zircon. Ses travaux sur l'argon ont montré que le dégazage de la Terre est plus lent que prévu. Une grande partie de son travail consiste en des projets collaboratifs avec E. Bruce Watson. En 2020, elle lance un projet en collaboration avec des scientifiques de l’Union College sur une étude de la désintégration radioactive qui améliorera à la fois l’élimination des déchets nucléaires et augmentera la précision du matériel de datation vieux de plusieurs milliards d'années.

## Sélection de publications
- (en) Cherniak et Watson, « A study of strontium diffusion in plagioclase using Rutherford backscattering spectroscopy », Geochimica et Cosmochimica Acta, vol. 58, no 23,‎ 1er décembre 1994, p. 5179–5190 (ISSN 0016-7037, DOI 10.1016/0016-7037(94)90303-4, Bibcode 1994GeCoA..58.5179C, lire en ligne)
- (en) Cherniak, Hanchar et Watson, « Diffusion of tetravalent cations in zircon », Contributions to Mineralogy and Petrology, vol. 127, no 4,‎ 1er mai 1997, p. 383–390 (ISSN 1432-0967, DOI 10.1007/s004100050287, Bibcode 1997CoMP..127..383C, S2CID 96293255, lire en ligne)
- (en) Hanchar, Finch, Hoskin et Watson, « Rare earth elements in synthetic zircon: Part 1. Synthesis, and rare earth element and phosphorus doping », American Mineralogist, vol. 86, nos 5–6,‎ 1er mai 2001, p. 667–680 (ISSN 1945-3027, DOI 10.2138/am-2001-5-607, Bibcode 2001AmMin..86..667H, S2CID 94098626, lire en ligne)
- (en) Cherniak et Watson, « Pb diffusion in zircon », Chemical Geology, vol. 172, nos 1–2,‎ 2001, p. 5–24 (DOI 10.1016/S0009-2541(00)00233-3, Bibcode 2001ChGeo.172....5C, lire en ligne)
- Cherniak et Watson, « Diffusion in Zircon », Reviews in Mineralogy and Geochemistry, vol. 53, no 1,‎ 2 janvier 2003, p. 113–143 (ISSN 1529-6466, DOI 10.2113/0530113, Bibcode 2003RvMG...53..113C, lire en ligne)

## Prix et récompenses
- Compagnon de la Société géochimique (2010)[17]
- Compagnon de l’Union Américaine de Géophysique (2021)[18]
- Prix Walt Westman, Out to Innovate (2021)[19]

## Vie privée
Daniele commence à courir le cross-country alors qu'elle était au lycée et a continué à courir à l’Union College. Elle court dans des ultramarathons et remporte des médailles de bronze par équipe en 1998, et 2000, aux Championnats du monde de 100 km . Son club de course local, Hudson Mohawk Road Runners Club, l’élit à leur temple de la renommée pour ses réalisations en course. Elle est la première femme à recevoir cet honneur.
Daniele est également bénévole pour la Spindle City Historic Society à Cohoes, New York et a été reconnue pour son travail de préservation historique dans la région, en particulier dans la restauration de parties du canal Érié,.